# Lukou (köpinghuvudort i Kina, Jiangxi Sheng, lat 27,28, long 114,10)
Lukou är en köpinghuvudort i Kina. Den ligger i provinsen Jiangxi, i den sydöstra delen av landet, omkring 230 kilometer sydväst om provinshuvudstaden Nanchang. Antalet invånare är 12 626. Befolkningen består av 6 278 kvinnor och 6 348 män. Barn under 15 år utgör 25,0 %, vuxna 15-64 år 64 %, och äldre över 65 år 10,0 %.
Runt Lukou är det ganska tätbefolkat, med 192 invånare per kvadratkilometer. Närmaste större samhälle är Liangfang, 9,9 km sydväst om Lukou. I omgivningarna runt Lukou växer i huvudsak blandskog.
Genomsnittlig årsnederbörd är 2 072 millimeter. Den regnigaste månaden är maj, med i genomsnitt 322 mm nederbörd, och den torraste är oktober, med 28 mm nederbörd.